# Régiségek
A Régiségek a Frakk, a macskák réme című rajzfilmsorozat negyedik évadjának harmadik része.

## Alkotók
- Rendező, operatőr és animátor: Cseh András
- Írta: Bálint Ágnes
- Zenéjét szerezte: Pethő Zsolt
- Hangmérnök: Bársony Péter
- Vágó: Czipauer János
- Grafikai terv és forgatókönyvíró: Várnai György
- Háttér: Szálas Gabriella
- Rajzolták: Czeglédi Mária, Menyhárt Katalin, Somos Zsuzsa
- Munkatársak: Völler Ágnes, Zsebényi Béla
- Színes technika: György Erzsébet
- Gyártásvezető: Bende Zsófi

Készítette a Magyar Televízió megbízásából a Pannónia Filmstúdió

## Szereplők
- Frakk: Szabó Gyula
- Lukrécia: Schubert Éva
- Szerénke: Váradi Hédi
- Károly bácsi: Suka Sándor
- Irma néni: Pártos Erzsi
- Edit néni: Szécsi Vilma
- Rózsa néni: Vay Ilus
- Blanka néni: Bakó Márta
- Károly bácsi barátai a vendéglőben: Perlaki István, Simon György
- Tóni bácsi, az ócskás: Miklósy György